# الحرية (اليعربية)
الحرية قرية سورية تتبع ناحية اليعربية في منطقة المالكية التابعة لمحافظة الحسكة. بلغ عدد سكانها 917 نسمة عام 2004.
تقع على بعد 10 كم تقريبا إلى الغرب من مدينة اليعربية و8 كم تقريبا عن الحدود مع العراق.
يوجد فيها تل حموكار الأثري.